# Dion Ørnvold
Dion Ørnvold, född 17 oktober 1921 i Köpenhamn, död 23 januari 2006 i Kongens Lyngby, var en dansk fotbollsspelare.
Han blev olympisk bronsmedaljör i fotboll vid sommarspelen 1948 i London.